# Gran puerto marítimo de Dunkerque
El Gran Puerto Marítimo de Dunkerque (GPMD) creado a partir de la transformación del Puerto Autónomo de Dunkerque (PAD) y situado a 90 minutos en barco del Paso de Calais. Desempeña actividades tanto administrativas como de servicio público, así como de servicio público industrial y comercial. Se gestiona como establecimiento público de carácter industrial y comercial (EPIC) bajo la tutela administrativa del Estado, misma que ejerce la Dirección General de Infraestructuras, Transportes y Mar. del Ministerio de Ecología, Desarrollo Sostenible y Energía.
El puerto juega un fuerte papel en el sector energético ya que cuenta con una central eléctrica, terminales petroleras y terminal de gasoductos de GNL, proximidad a la mayor central nuclear de Europa Occidental, industria pesada de alto consumo energético, etc.
El puerto mantiene también un transporte Ro-Ro hacia Gran Bretaña con la empresa DFDS Seaways (12 salidas diarias) y es objeto de un proyecto denominado “CAP 2020" para una nueva terminal de contenedores, accesible a los buques más grandes.

## Historia y estatus

### Orígenes
El primer puerto de Dunkerque se remonta al siglo XI, cuando se utilizaba para la pesca de arenque. A partir de 1350, el puerto comenzó a desarrollar actividades comerciales gracias a las relaciones con Países Bajos e Inglaterra.
En el siglo XVI, el puerto constaba de su entrada, dos largos muelles de 350 m y un embarcadero de 450 m  de longitud. Los barcos que albergaban estaban destinados a las regatas.

### El siglo de las luces

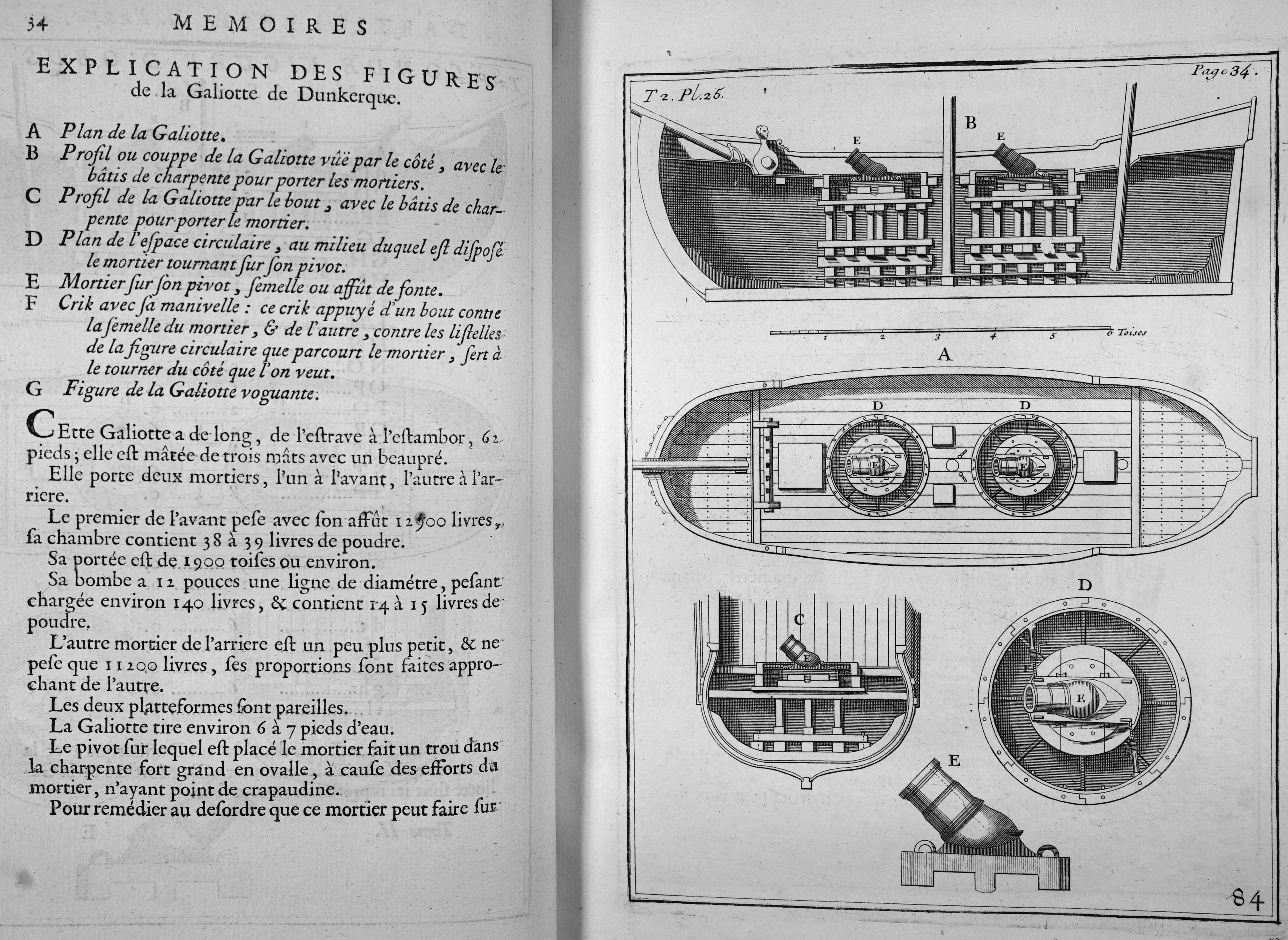
Plano de la galeota de Dunkerque, de las Memorias de Artillería..., .de Pierre Surirey de Saint-Remy.

A principios del siglo XVIII, la ciudad y sus corsarios eran tan temidos que, cuando el Tratado de Utrecht puso fin a la guerra de sucesión española, Luis XIV se vio obligado a aprobar la destrucción de las fortificaciones y del puerto de Dunkerque. El tráfico comercial quedó prácticamente reducido a nada.
Durante el reinado de Luis XV, se llevaron a cabo reparaciones en los muelles y dársenas. A mediados de ese siglo, la paz permitió a la ciudad desarrollar de nuevo su comercio, se crearon nuevas industrias: cristalería, cerámica y fabricación de lienzos.
Sin embargo, unos años más tarde, los ingleses destruyeron el puerto durante la guerra de los Siete Años. Luis XVI quiso reconstruir el puerto, pero dado el nivel de las finanzas locales, el puerto pasó a ser gestionado por el servicio público de Puentes y Caminos.
Entre 1669 y 1792, Christian Pfister-Langanay identificó la existencia de 57 barcos de esclavos procedentes de Dunkerque, lo que supuso la deportación de un número de entre 6.858 y 7.074  esclavos. Los hermanos Cailliez figuraban entre los principales esclavistas de la ciudad, junto con Jean-Etienne de Chosal y los capitanes Maginel y Teste.
Como consecuencia de la Revolución Francesa, y especialmente del asedio de 1793, la actividad del puerto se redujo considerablemente.

### SigloXIX

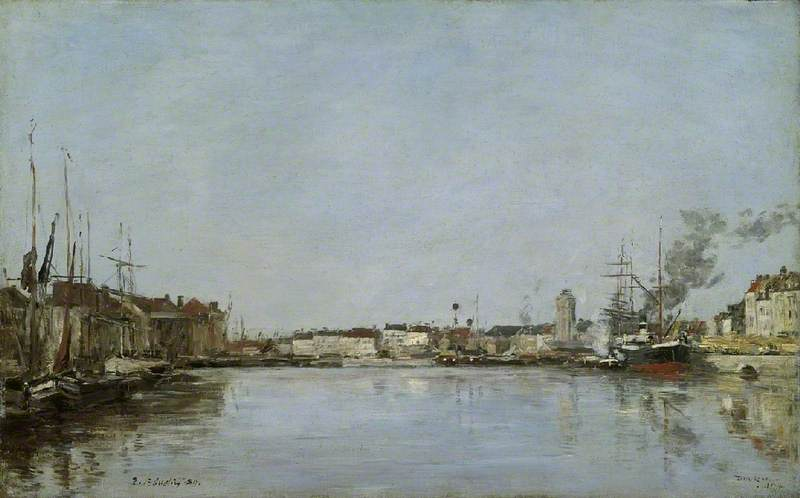
El muelle holandés, Dunkerque
Eugène Boudin, 1889
Museo Fitzwilliam, Cambridge

Tras el Tratado de Amiens, el tráfico comercial con el Reino Unido volvió a ser posible y se reactivó rápidamente la actividad del puerto. Sin embargo, durante el Primer Imperio  no se realizaron obras importantes en el puerto, ya que Napoleón prefirió desarrollar el puerto de Amberes (que era francés en ese entonces). En 1822, la renovación del puerto de Dunkerque, decidida por el ministro de Finanzas Joseph de Villèle, fue la primera inversión pública del Fondo de depósitos y consignaciones.
En 1848, la llegada del ferrocarril a Dunkerque permitió que el tráfico del puerto se duplicara. Unos años más tarde se creó la compañía de remolque.
A finales del siglo XIX se realizaron numerosas obras que dieron lugar a lo que conocemos hoy en día como el Puerto Oriente. En 1880 tuvo lugar la inauguración de la Bahía de Comercio. Por iniciativa de Charles de Freycinet, se excavaron las dársenas II, III y IV. También mandó a construir cuatro diques secos. Finalmente, en 1896, se concluyó la esclusa Trystram, la cual permite el paso de embarcaciones de hasta 170 m de largo por 25 m de ancho.

### SigloXX

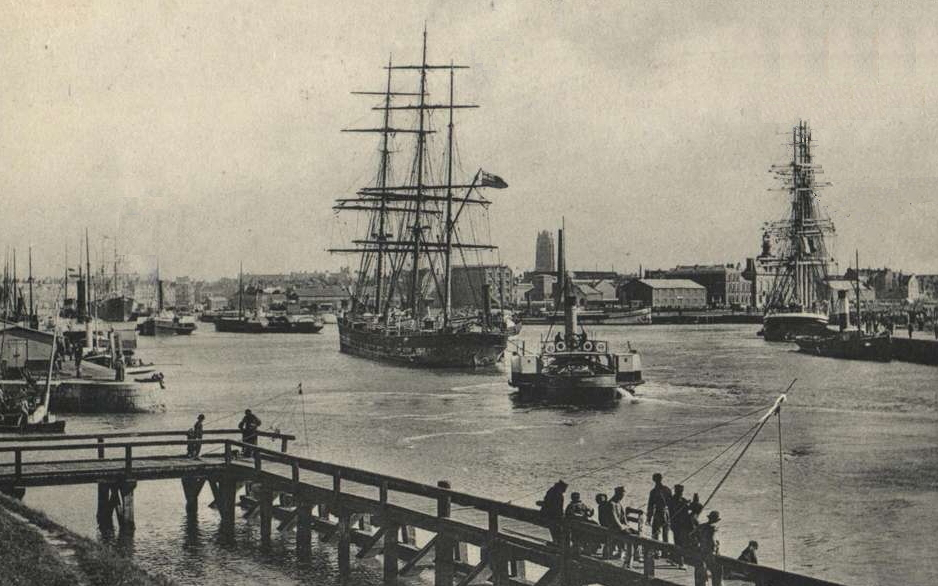
El puerto, antes de 1914.

A principios del siglo XX, el puerto de Dunkerque era el tercer puerto de Francia. La instalación de diversas empresas favoreció su actividad: plantas de aceite (tráfico de semillas oleaginosas), aserradero, industria del yute, los Ateliers et Chantiers de France, la fábrica de bórax, la fábrica de Lesieur y la industria metalúrgica.

El puerto también se convirtió en un importante centro de transporte para la región. Por él transitaba la lana de Argentina para la industria textil de Roubaix, el lino de Rusia para Armentières y de Lille, y los minerales para las industrias metalúrgicas de la cuenca hullera de Valenciennois.

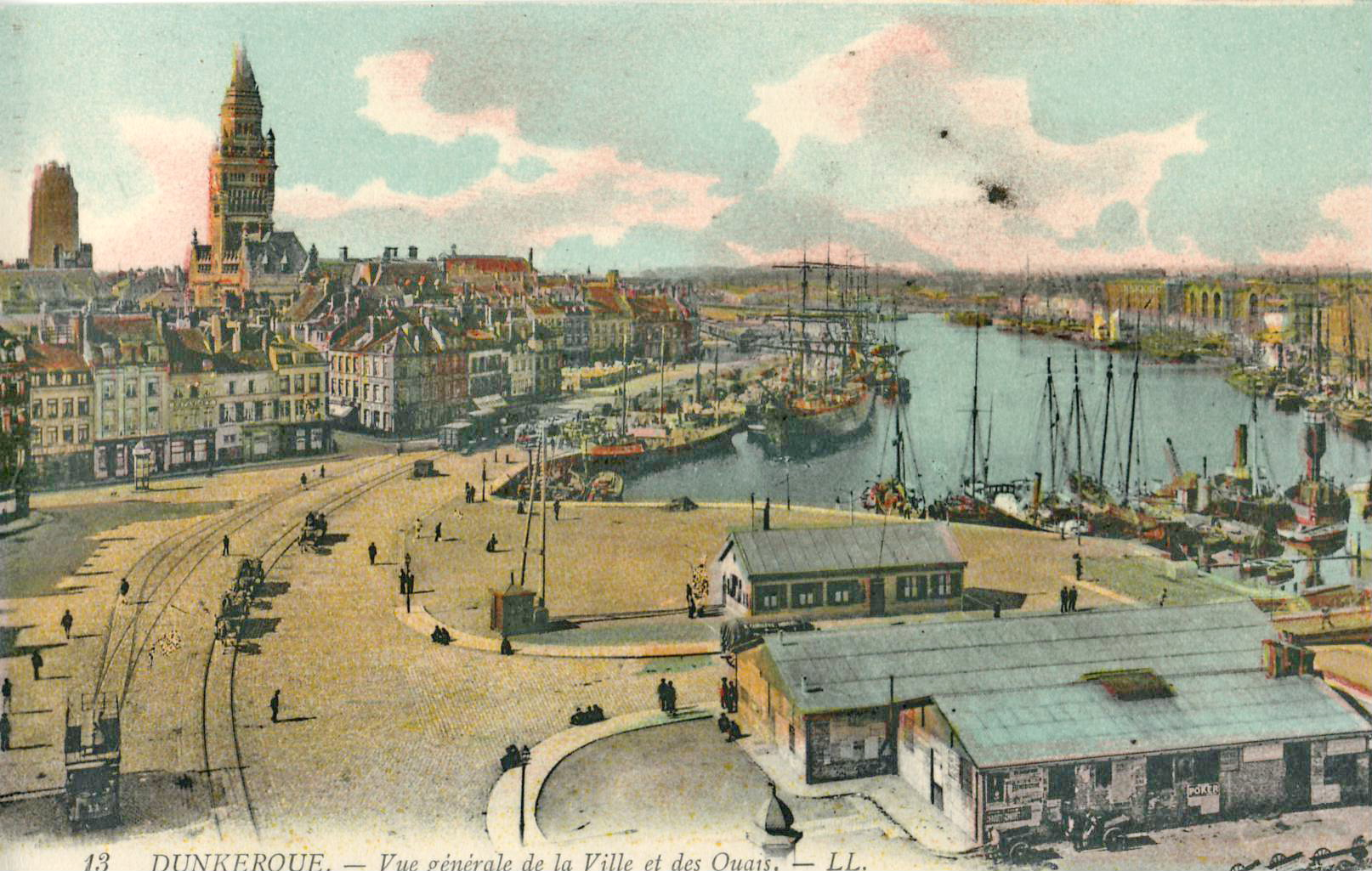
Otra vista del puerto, de la misma época.

Durante la Primera Guerra Mundial, las fuerzas de la Triple Entente detuvieron a los alemanes en su carrera hacia el mar durante la Batalla del Yser. Como no se pudo tomar el puerto de Dunkerque, la ciudad fue severamente bombardeada. Los ingleses querían destruir el puerto para que no cayera en manos alemanas, pero las instalaciones portuarias que permanecen intactas hoy en día, deben su salvación al general Foch, quien convenció a los ingleses de conservar el puerto.
El antiguo puerto y la ciudad estaban antes unidos dentro de un recinto fortificado considerado de importancia estratégica por los militares durante la década de 1920, época durante la cual también perdió su utilidad debido a los avances de la artillería y la aviación. El puerto, demasiado limitado para desarrollarse industrialmente, se expandió hacia las dunas al oeste de la ciudad, tras la destrucción de las fortificaciones durante la reconstrucción y entre 1928 y 1931.
Durante el período de entreguerras se realizaron nuevas mejoras en el puerto. Se construyó un nuevo antepuerto, se abrió la esclusa Watier, más grande que la Trystram y se inauguró una terminal de ferry que permitía a los ferries realizar una conexión entre Dunkerque y Dover . Finalmente, las autoridades portuarias adquirieron un dique flotante y un silo de granos.
Durante la Segunda Guerra Mundial, Dunkerque fue bombardeada por las fuerzas alemanas. Más del 90% de la ciudad quedó destruida. El puerto quedó reducido a una laguna fangosa llena de restos de barcos hundidos. Al final de la guerra, los costos de reconstrucción del puerto se estiman en 1 200 000 000 francos, o 1 830 000 euros.
En 1958, la creciente demanda de materiales siderúrgicos empujó al Estado a construir una acería semiacuática. El puerto se vio beneficiado en gran medida, la instalación de Usinor requirió la construcción de una nueva dársena marítima de 100 hectáreas, así como una nueva esclusa, la esclusa Watier, que podía acoger buques de hasta 55 000 toneladas. El desarrollo del puerto propició el nacimiento de ciudades en auge como Grande-Synthe y Petite-Synthe.
Además, la cuenca marítima está conectada al canal de Bourbourg mediante una desviación de 11 km, lo que permite que el canal Dunkerque-Escalda se adapté al ancho europeo.
En 1961, se emitió un sello postal con valor de 95 centavos para celebrar el tricentenario del puerto.
Con la modificación del decreto n.º 65-935 el 8 de noviembre de 1965, se crea en el puerto de Dunkerque un establecimiento público denominado Puerto Autónomo de Dunkerque, en virtud de la ley del 29 de junio de 1965.
En el momento de su creación, el director del establecimiento público tenía autoridad sobre tres entidades:
- el Puerto Autónomo de Dunkerque
- el Servicio Marítimo del Norte
- el departamento anexo de vías navegables

El 3 de marzo de 1972, el primer ministro Jacques Chaban-Delmas inauguró la esclusa Charles de Gaulle, que podía acoger buques de hasta 100.000 toneladas. Tres años más tarde, la finalización del Puerto Oeste permitió recibir petroleros de 300.000 toneladas.

### SigloXXI
En 2008, su funcionamiento y administración fueron revisados en el marco de la reforma de los grandes puertos franceses llevada a cabo por el Gobierno francés. El puerto autónomo se convirtió en Gran Puerto Marítimo tras el decreto n.º 2008-1038 del 9 de octubre de 2008. La circunscripción del Gran Puerto se fija por decreto del Consejo de Estado.
Según los nuevos estatutos, está administrado por un Consejo de Administración compuesto de tres miembros. Su Consejo de supervisión incluye representantes del Estado, los trabajadores, las autoridades locales (Norte-Paso de Calais, departamento Norte, Dunkerque Grand Littoral, comuna de Dunkerque) y la Cámara de Comercio e Industria de la Costa de Ópalo. Un consejo de desarrollo de treinta miembros asiste a los órganos estatutarios.
El 22 de abril de 2015, se inauguraron oficialmente las obras de la nueva terminal del Canal de la Mancha con una ceremonia de colocación de la primera piedra.
En 2009, el territorio se equipó con una herramienta de ayuda para toma de decisiones: la Red Industrial permite visualizar el tejido industrial de Dunkerque. Desde 2018, la Red energética realiza un seguimiento de los flujos energéticos, lo que ha permitido desarrollar un plan de acción para contribuir a la transición energética territorial. 
De 2010 a 2021, el tráfico de contenedores se triplicó en este puerto (750.000 TEUs en 2022). En la década de 2010, se previó una nueva terminal de contenedores, accesible para los buques más grandes. Este proyecto, denominado "CAP 2020", se sometió a debate público en 2017. Su objetivo es alcanzar los 2 millones de TEUs en 2035 (es decir, duplicar la cuota de mercado de Dunkerque en el área del norte de Europa, utilizando un hinterland ampliado por el proyecto Canal Sena-Norte de Europa y un aumento de los flujos ferroviarios). Se ampliará la cuenca atlántica, se construirán muelles y terraplenes, así como servicios adicionales de carretera y ferrocarril. Según un Informe de Orientación de la COI (2023), titulado "Invertir más y mejor en movilidad para lograr transiciones exitosas".

## Funciones del Gran Puerto Marítimo

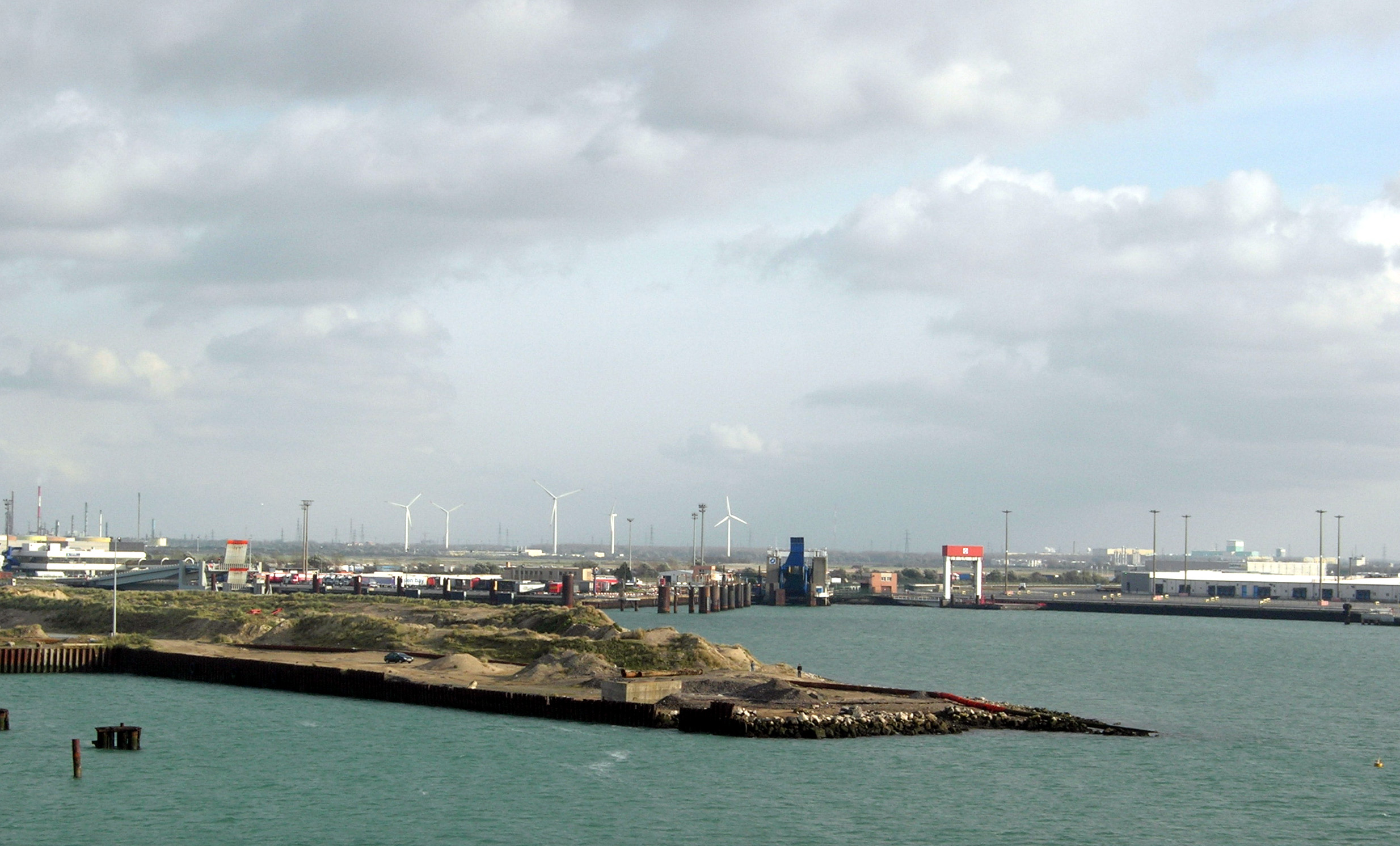
El puerto de Dunkerque

El Gran Puerto Marítimo es responsable de la gestión de todas las instalaciones portuarias de su circunscripción, así como de la limpieza, el tratamiento y el almacenamiento (o el vertido en el mar si los umbrales de contaminación lo permiten) de los sedimentos de los antepuertos, canales, cuencas, dársenas y otras masas de agua del puerto. 
Poco a poco, la pesca, el turismo y los astilleros navales perdieron importancia, en beneficio de los puertos de Calais y Boulogne, mientras que Dunkerque se reorientó hacia el transporte de mercancías y la industria pesada, convirtiéndose en el tercer puerto comercial más grande de Francia en términos de tonelaje total.
El GPMD es responsable de:
- la construcción, operación y mantenimiento de accesos marítimos;
- la policía, seguridad y protección portuaria;
- la gestión de territorio;
- la gestión y conservación de los espacios de los que es propietario o administrador;
- la construcción y mantenimiento de infraestructura portuaria;
- el fomento de la oferta de servicios ferroviarios y fluviales;
- el desarrollo y gestión del área industrial o logística vinculada a la actividad portuaria;
- acciones en favor de la promoción general del puerto.[8]

Los principales recursos del GPMD provienen de:
- los derechos portuarios cobrados a los barcos, los pasajeros y las mercancías;
- el uso de las instalaciones y equipos portuarios por parte de las empresas;
- los ingresos patrimoniales (alquileres de terrenos).

### Desarrollo sostenible
En el marco de la Agenda 21 de Dunkerque, el PAD ha implementado un plan denominado “PADIA 21" (Puerto autónomo de Dunkerque-Industria-Agenda 21) para el período 2006-2015, que en asociación con la CCI y la Comunidad Urbana de Dunkerque se fija como objetivo principal mejorar el carácter sostenible de sus actividades y sus impactos, en particular en lo que respecta a la gestión de sedimentos de dragado portuario y sus impactos retardados, tanto potenciales como comprobados sobre el medio ambiente,  incluidas las zonas naturales de interés ecológico, faunístico y florístico, así como las zonas Natura 2000, que se extienden río abajo desde Dunkerque hasta Bélgica. Los lodos de dragado contaminados que superan los límites y normas de ecotoxicidad por metales pesados, hidrocarburos aromáticos policíclicos, hidrocarburos, TBT, otros antiincrustantes, pesticidas, etc., deben procesarse de manera diferente a aquellos que pueden ser reutilizados.
El PADIA ha establecido siete prioridades:
1. Identificar y cartografiar las contaminaciones de los sedimentos (río abajo, a la salida de los efluentes), incluyendo aspectos físicos, fisicoquímicos y biotóxicos (de agosto de 2004 a octubre de 2005), y elaborar la cartografía de sedimentos (prevista para 2006).
2. Dragar (mediante aspiración) los sedimentos evitando la resuspensión de sustancias tóxicas y sin aumentar la turbidez del agua.
3. Almacenar temporalmente los lodos para deshidratarlos y procesarlos mejor (previsto para el año 2007 y años posteriores).
4. Revalorizar los sedimentos procesados que puedan ser reutilizados (como materiales para construcción, entre otros).
5. Identificar y cartografiar las redes y fuentes de efluentes.
6. Identificar las fuentes de contaminación difusa y las contaminaciones graves, así como su origen.
7. Controlar y reducir las contaminaciones desde su origen (por ejemplo, limitar la dispersión de polvos y el escurrimiento de sustancias tóxicas).

Una CLIS permanente (Comisión Local de Información y Seguimiento) tiene como objetivo informar a los agentes interesados sobre el avance de los trabajos y el proceso.

#### El proyecto “CAP2020”
El proyecto CAP 2020 tiene como objetivo consolidar el lugar del Puerto de Dunkerque en la actividad marítima e industrial-portuaria. Este proyecto contempla la creación de un nuevo puerto interior, 2,000 metros de muelles y explanadas adicionales, así como 350 hectáreas de áreas logísticas que permitirán la instalación de 170 hectáreas de almacenes.

##### Debate público
La Comisión Nacional para el Debate Público fue contactada por el Gran Puerto Marítimo de Dunkerque el 28 de octubre de 2016, sobre el proyecto denominado "CAP2020". Esta remisión fue considerada admisible por el CNDP y se tomó la decisión de organizar un debate público el 7 de diciembre de 2016. El presidente de la comisión especial, Jacques Archimbaud, fue nombrado el 6 de enero de 2017. El debate público se llevó a cabo del 18 de septiembre al 22 de diciembre de 2017. El informe fue presentado por el presidente de la comisión especial de debate público el 22 de febrero de 2018.

##### Encuesta pública
El 16 de marzo de 2018, el Gran Puerto Marítimo de Dunkerque tomó la decisión de continuar con el proyecto partiendo de las características presentadas durante el debate público, y preparó el documento para someterlo ante una encuesta pública.

## Tráfico portuario
Hoy en día, Dunkerque es el:
- Primer puerto francés en importación de minerales y carbón;
- Primer puerto francés en tráfico de frutas;
- Primer puerto francés en tráfico sin productos petrolíferos;
- Segundo puerto francés en intercambio comercial con Gran Bretaña.[14]

En términos de volumen de mercancías, en GPMD en 2009, transitaron:
- 12,4 millones de toneladas en graneles líquidos;
- 17,5 millones de toneladas en graneles sólidos;
- 15,1 millones de toneladas en mercancía diversa.[14]

es decir, un total de 45 millones de toneladas de mercancía (por medio de 6,540 barcos), lo que representa una disminución del 22% a comparación del año 2008.
Actualización enero 2020
El tráfico anual del puerto alcanzó las 53 TM, un 3% más que en 2018 (51,6 TM). En los últimos 5 años, el crecimiento del tráfico ha alcanzado el 22% (43,50 TM en 2013). En el ámbito de los contenedores, el importante aumento de los volúmenes manipulados en el puerto también forma parte de la dinámica observada en los últimos años (450.000 TEU, + 7% / 2018 y + 54%/2013). (puerto de origen de Dunkerque)
La mercancía diversa se mantiene casi estable con 20,1 millones de toneladas. El tráfico a través del Canal de la Mancha (15 millones de toneladas) ha disminuido debido a los preparativos del mercado para el brexit: el número de camiones y remolques ha bajado un 2%, con 583,000 unidades de carga, mientras que el número de automóviles para turismo se establece en 579,000 vehículos (-16%). El número de pasajeros disminuyó un 11%, alcanzando 2,341,000 viajeros, los contenedores registraron un nuevo récord anual con 450,000 TEU (unidad equivalente a veinte pies), lo que representa un incremento del 7%, este aumento se debe principalmente a la consolidación de Dunkerque como un centro estratégico de transbordo. Se puede decir que las mercancías diversas mostraron un buen desempeño, alcanzando 1.2 millones de toneladas, lo que supone un aumento del 9%.
Los graneles sólidos experimentaron una disminución del 9%, con un total de 23.5 millones de toneladas, la difícil situación actual de la industria siderúrgica europea ha afectado negativamente el tráfico de mineral de hierro y carbón, que cayó un 10% y un 19%, alcanzando 13.3 millones de toneladas y 5.3 millones de toneladas, respectivamente, además, el sector del carbón enfrenta una disminución estructural en la demanda de carbón térmico.
Por otro lado, gracias a un buen inicio de la temporada 2019/2020, los cereales registraron un aumento significativo del 43%, alcanzando 2 millones de toneladas, el tráfico de "pequeños" graneles sólidos también disminuyó un 9%, situándose en 2.9 millones de toneladas.
Finalmente, los graneles líquidos registraron un notable incremento del 71 %, alcanzando 9.4 millones de toneladas, impulsados por una intensa actividad en el sector de Gas Natural Licuado (GNL), la nueva terminal de gas metano operó a plena capacidad durante el año, con 72 escalas que generaron un tráfico total de 5.1 millones de toneladas, lo que representa un incremento del 320%, en total, los tráficos de gas (GNL y gases industriales) aumentaron un 232%, sumando 5.6 millones de toneladas, por el contrario, los productos petroleros disminuyeron un 2%, situándose en 3.3 millones de toneladas, mientras que otros graneles líquidos aumentaron un 4%, alcanzando 0.5 millones de toneladas.
| Tipos de carga      | Unidad                | 2020             | 2019 | 2018 | 2017 | 2016 | 2015 | 2014 | 2013 | 2012              | 2011 | 2010 |
| ------------------- | --------------------- | ---------------- | ---- | ---- | ---- | ---- | ---- | ---- | ---- | ----------------- | ---- | ---- |
| Cargas líquidas     | Toneladas             | 7 165 000        |      |      |      |      |      |      |      | 6 866 000         |      |      |
| Petróleo crudo      | Toneladas             |                  |      |      |      |      |      |      |      | 40 000            |      |      |
| Productos refinados | Millones de toneladas | 3,33             | 3,40 | 3,37 | 0,40 | 3,34 | 3,51 | 4,73 | 7,98 | 5,36              | 6,20 | 4,20 |
| Gas licuado (GNL)   | Millones de toneladas | 3,84             | 5,57 | 1,70 | 3,44 | 0,49 | 0,29 | 0,19 | 0,16 | 0,21              | 0,22 | 0,10 |
| Otros líquidos      | Millones de toneladas | 0,41             | 0,38 | 0,70 | 1,25 | 0,44 | 0,41 | 0,73 | 0,95 | 1,30              | 1,66 | 1,30 |
| Cargas sólidas      | Toneladas             | 23 500 000       |      |      |      |      |      |      |      | 24 402 000        |      |      |
| Cereales            | Toneladas             | 3 310 000        |      |      |      |      |      |      |      | 1 054 000         |      |      |
| Carbón              | Toneladas             | 3 480 000        |      |      |      |      |      |      |      | 8 147 000         |      |      |
| Mineral de hierro   | Toneladas             | 8 870 000        |      |      |      |      |      |      |      | 12 131 000        |      |      |
| Otros sólidos       | Toneladas             | 2 580 000        |      |      |      |      |      |      |      | 3 020 000         |      |      |
| Mercancías diversas | Toneladas             | 630 000          |      |      |      |      |      |      |      | 16 360 000        |      |      |
| Contenedores        | Toneladas             | 3 950 000        |      |      |      |      |      |      |      | 2 299 000 260 283 |      |      |
| Ro-Ro               | Toneladas             | 14 820 000       |      |      |      |      |      |      |      | 13 076 000        |      |      |
| Otras cargas        | Toneladas             |                  |      |      |      |      |      |      |      | 985 000           |      |      |
| Total               | Toneladas             | 45 100 000       |      |      |      |      |      |      |      | 47 629 000        |      |      |
| Pasajeros           | Personas              | 1 077 326        |      |      |      |      |      |      |      | 2 498 828         |      |      |
| Movimientos         | Turismo/Barcos        | 607 413/ 173 521 |      |      |      |      |      |      |      | 523 470/ 743 831  |      |      |

Tráfico de gas licuado en el GPMD

### Líneas comerciales
A mediados de 2007, líneas regulares (fuera de Europa) conectaban 18 países de la costa atlántica de África y el Magreb, 10 países del Mediterráneo oriental y el Mar Negro, 11 países de Oriente Medio, el Mar Rojo y el Golfo Pérsico, 11 países de la parte sur y este de África y el Océano Índico, 4 países del subcontinente indio, Estados Unidos, 12 países del Lejano Oriente, 8 países de Oceanía, 8 países de Centroamérica y Antillas, 11 países de Sudamérica.

### Pesca
En 2007, quedaban en Dunkerque 18 barcos de pesca artesanal. La economía pesquera se transfirió a Boulogne, el principal puerto pesquero de Francia.

## Infraestructura

### Terminal de GNL
EDF es la empresa seleccionada para la construcción y explotación de la terminal de GNL en el mismo sitio donde se ubica el Clipon du Port Ouest. Durante la fase de planeación del proyecto, dicha ubicación generó tensiones entre las autoridades y los ornitólogos porque el Clipon es un espacio natural utilizado por muchas aves durante sus migraciones. Se trata del 14º emplazamiento regulado bajo la directiva Seveso en el Puerto de Dunkerque.
Dunkerque LNG (filial participada al 65% por el grupo EDF, al 25% por Fluxys y al 10% por el grupo TOTAL), que fue la autoridad contratante durante la construcción, se convirtió en propietaria y explotadora de la terminal de GNL de Loon-Plage el 1° de enero de 2017.

Además, el proyecto de desarrollo de Dunkerque Port du Grand Large está siendo supervisado por la empresa conjunta Dunkerque Neptune.

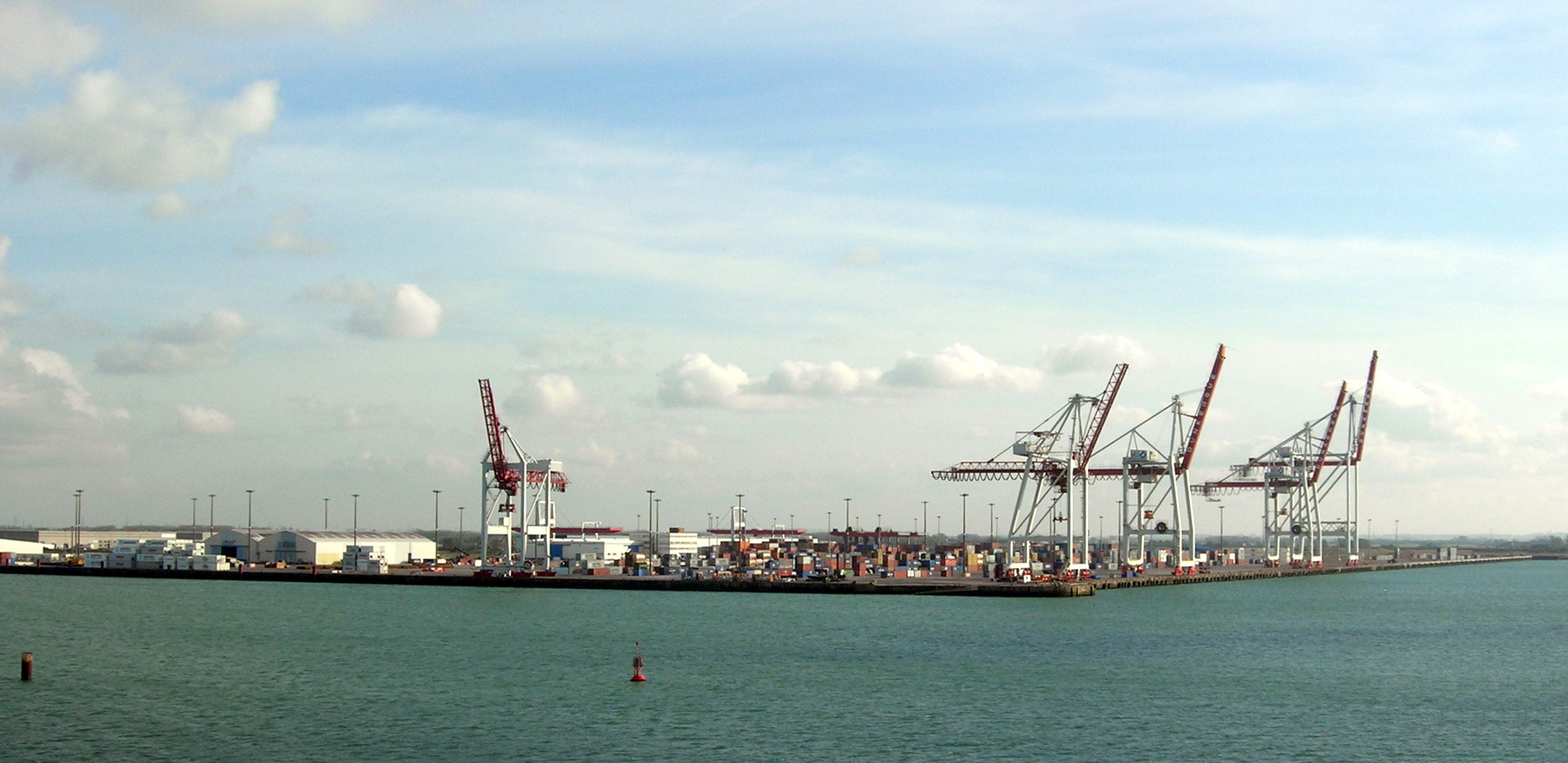
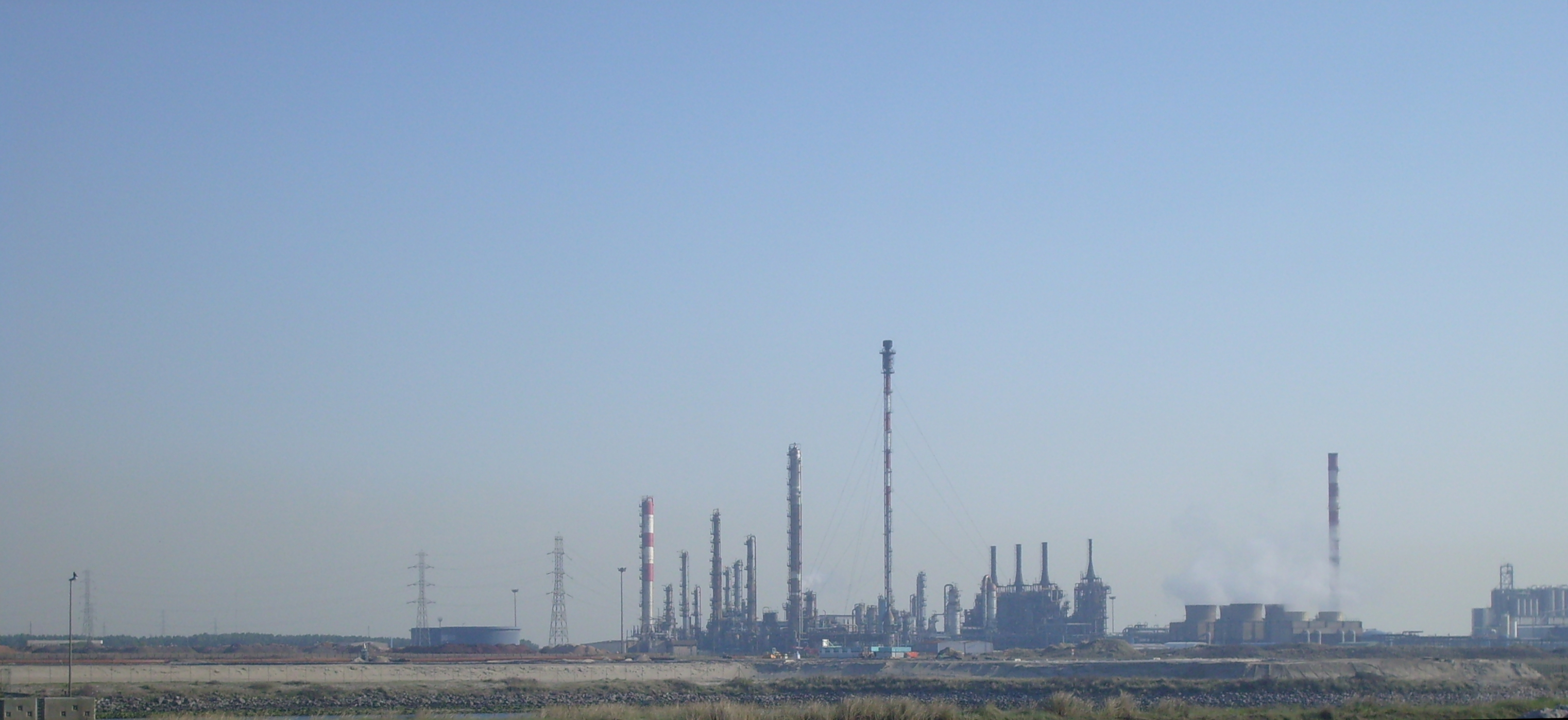